# Ховард, Мелисса
Мели́сса Дон Хо́вард (англ. Melissa Dawn Howard; 12 февраля 1977, Окинава, Япония) — американская телевизионная персона.

## Биография
Мелисса Дон Ховард родилась 12 февраля 1977 года в Окинаве (Япония) в семье американо-африканца Мориса Ховарда и филиппинки Нарицисы Ховард. У Мелиссы есть старшая сестра Марлин и младший брат Майкл.
После появления в реалити-шоу «The Real World: New Orleans» телеканала MTV Ховард переехала в Лос-Анджелес, чтобы попытаться стать стенд-ап комедиантом.
С 29 сентября 2007 года Мелисса замужем за музыкантом Джастином Беком. У супругов есть дочь — Шэлом Мейзи Бек (род.20.03.2009).